# Бельведер 21
Бельведер 21 (нем. Belvedere 21; до 2018 года имел название 21-й дом, нем. 21er Haus21; до ноября 2011 года имел название 20-й дом, нем. 20er Haus) — здание из стекла и стали, построенное в 1958 году в стиле модернизма по проекту архитектора Карла Шванцера (1918—1975), как австрийский павильон на Всемирной выставке 1958 года в Брюсселе.

## История
В 1958 году за перспективный и инновационный проект Шванцер был награждён премией «Гран-при архитектуры». В своём проекте Шванцер пытался создать максимально эффектный проект при минимальных затратах, поскольку бюджет Австрии был более ограниченным, нежели бюджеты других стран, принимавших участие в выставке «Экспо 58». Лёгкость конструкции верхнего этажа здания размерами 40×40 метров, находящегося на высоте 6 метров над землёй, размещённого на четырёх опорах, создавала «плавающий» эффект. Фриц Вотруба создал фигурный рельефный монумент, который был установлен перед павильоном и за который скульптор получил награду как за «лучшее произведение искусств на выставке».
После окончания выставки павильон был демонтирован и перевезён из Брюсселя в швейцарский сад в район Ландштрасе, где с 1962 года в нём был открыт музей Вены XX века. В 1979—2001 годах здание принадлежало Музею современного искусства.

## Современное состояние
В 2009—2011 годах здание было перестроено архитектором Адольфом Кришаницем и с 15 ноября 2011 года относится к дворцовому комплексу австрийской галереи Бельведер; с 2018 года носит название Бельведер 21.

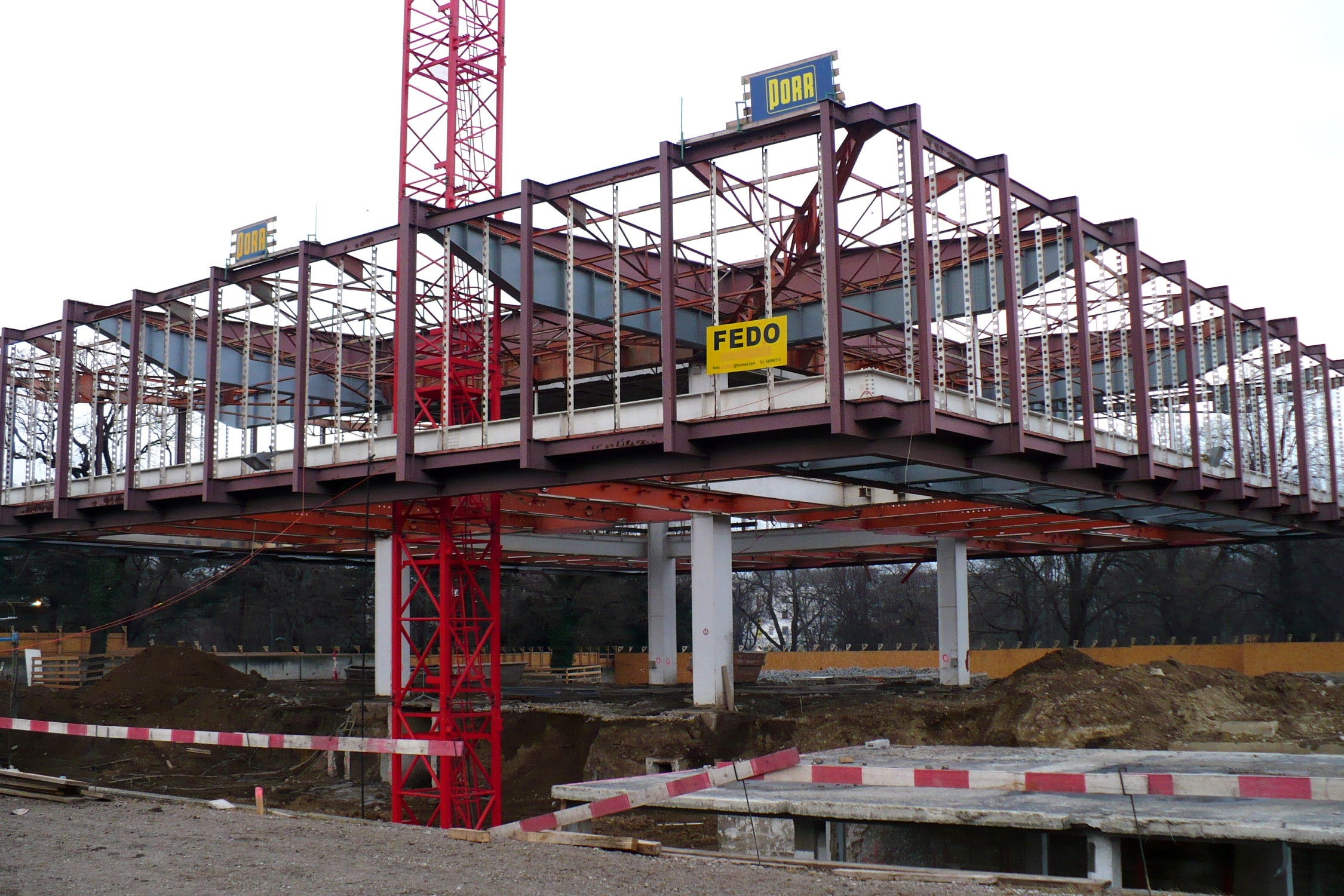
Стальной каркас смонтированный на четырёх колонах, январь 2009 года

В павильоне хранятся и экспонируются художественные произведения австрийского искусства ХХ и XXI веков, а также работы скульптора Фрица Вотруба. В здании также размещается Художественная библиотека федерального правительства Австрии.

В 1980-х годах, в 21-м доме состоялись большие выставки, где были представлены экспонаты из собраний Музея современного искусства в Нью-Йорке. В частности, были представлены работы художников Жана Дюбюффе, Энди Уорхола, Оскара Кокошки, Василия Кандинского и Георга Гросса.

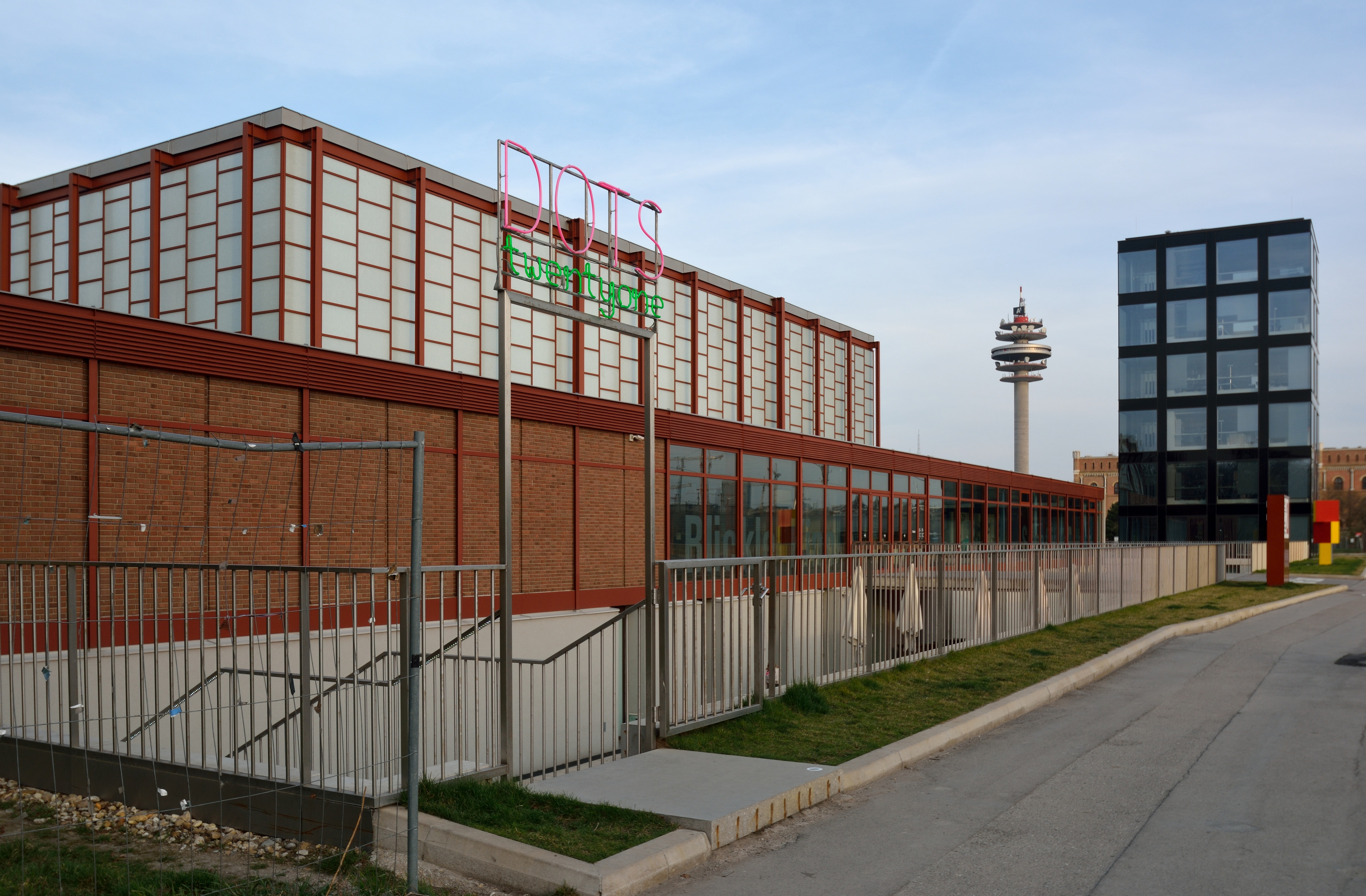
21-й дом. 2014 год

Внешне, после реконструкции 2009—2011 годов, архитектура здания почти не изменилась. Однако, в нём появились два подземных этажа. Потолки были очищены от асбеста, а большие стеклянные окна заменены на энергосберегающие стеклопакеты. Бельведер 21 обладает общей выставочной площадью в 2275 м². В музее выставлены экспонаты фонда Вотруба, около 500 работ из камня и бронзы. Также экспонируется 2500 рисунков, 1500 документов и 14 масляных картин, которые размещены в выставочных залах нижних этажей. В здании также расположены детская художественная студия для детей, магазин художественной литературы, ресторан и кинотеатр.

## Выставки
- 2015/2016: Фриц Вотруба, «Памятники, скульптура и политика»;
- 2015/2016: Симон Вахсмус, «Памятники. Документы»;
- 2016: Ай Вэйвэй, «Транслокация — трансформация»;
- 2016/2017: Франц Вест, «Художественный клуб Франца Веста»;
- 2017: Даниэль Рихтер, «Одинокие старые лозунги, Ретроспектива»;
- 2017: Эрвин Вурм, «Перформативные скульптуры».